# Haukivesi
Haukivesi – jezioro w południowo-wschodniej Finlandii, jest częścią systemu jezior Saimaa pojezierza Joroinen. Powierzchnia jeziora wynosi 560,43 km², jest to zatem ósme pod względem wielkości jezioro kraju. Leży na terenie gmin Rantasalmi, Varkaus, Joroinen, Savonlinna, Leppävirta i należy do zlewni rzeki Vuoksi.
Na jeziorze znajduje się wiele wysp. Powierzchnia podzielona została na szereg mniejszych regionów: Siitinselkä, Saviluoto, Tahkoselkä, Vuoriselkä, Kuokanselkä, Kuivaselkä, Heposelkä, Peonselkä, Tuunaanselkä, Hiekonselkä, Varparannanselkä, oraz Iso-Haukivesi. Nad jeziorem znajduje się Park Narodowy Linnansaari (fiń. Linnansaaren kansallispuisto).